# Чехинце (район Нитра)
Чехинце (словац. Čechynce; венг. Nyitracsehi) — деревня в западной части Словакии района Нитра одноименного края.
Расположена в 8 км к юго-востоку от административного центра края г. Нитры.
Население —  1254 человека (по состоянию на 31 декабря 2020).

## История

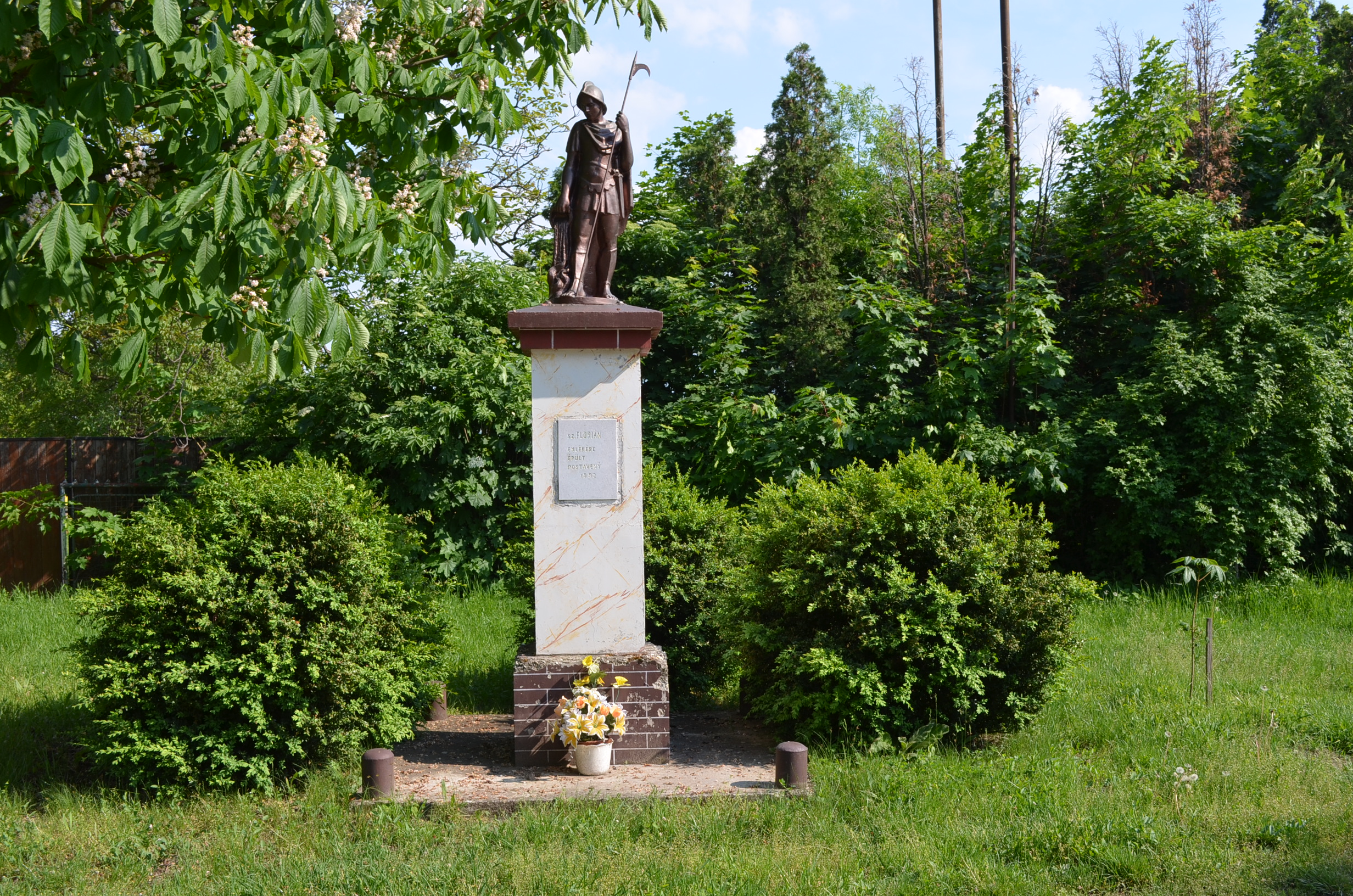
Статуя св. Флориана

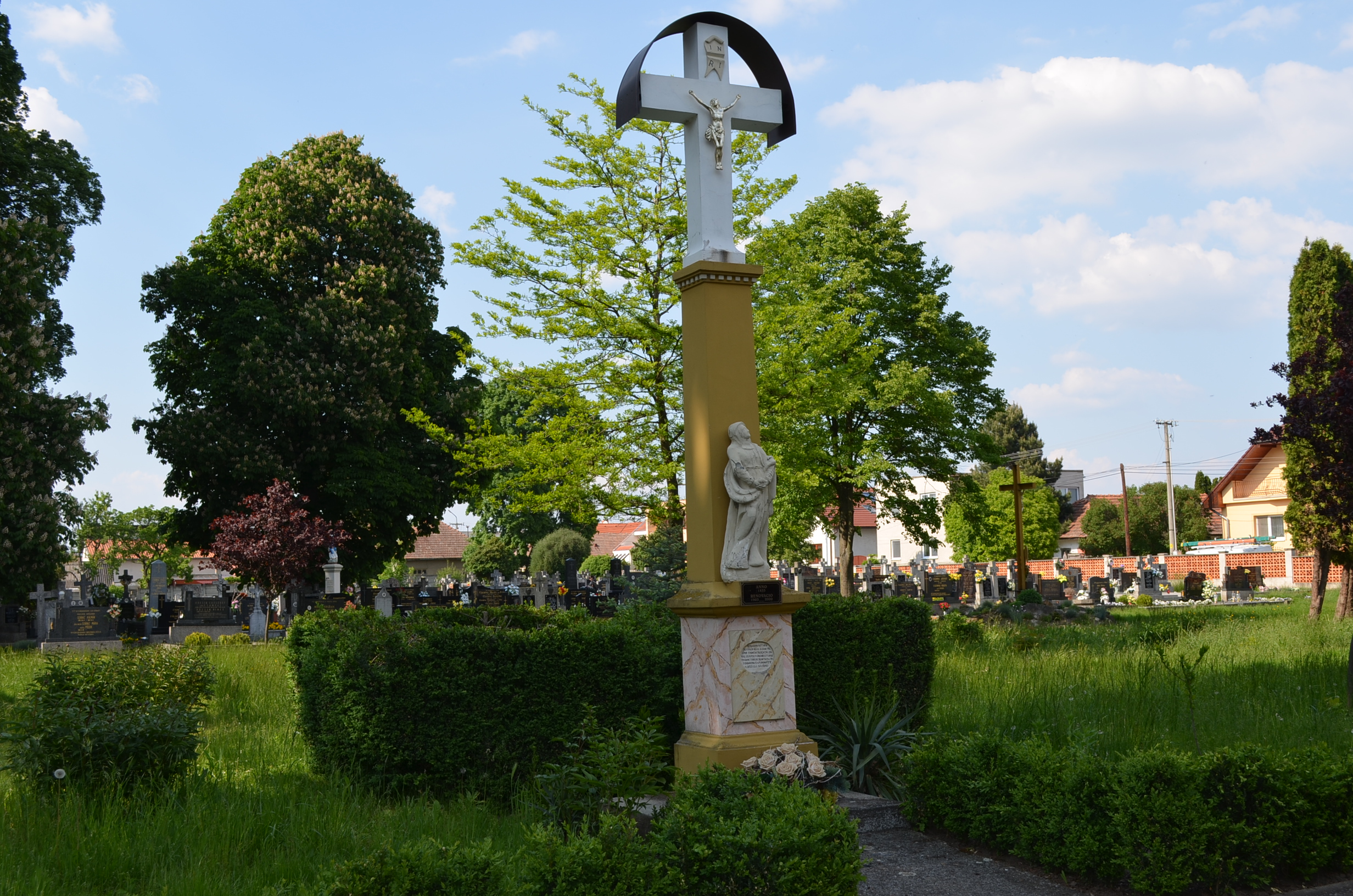

В исторических документах впервые упоминается в 1248 году в указе короля Венгрии Белы IV. По Трианонскому договору в 1921 году вошла в состав Чехословакии.

## Население
| Год:                | 1994 | 2004    | 2014    | 2024     |
| ------------------- | ---- | ------- | ------- | -------- |
| Количество человек: | 1038 | 1030    | 1102    | 1273     |
| Разница:            |      | −0,77 % | +6,99 % | +15,51 % |

## Достопримечательности
- Римско-католическая церковь Иоанна Крестителя 1715 года в стиле классицизма и барокко.
- Часовня в стиле классицизма начала 19 века.